# 989 Studios
989 Studios — американская компания, специализирующаяся на разработке компьютерных игр. Дочерняя компания Sony Computer Entertainment America (SCEA). Их продукция включает в себя: Twisted Metal III и 4, Syphon Filter и Syphon Filter 2, EverQuest и другие. В настоящее время существует компания 989 Sports, разрабатывающая спортивные игры.

## История
989 Sports образовалась после долгой истории смены названий и корпоративных изменений внутри компании Sony, расположенной в городе Фостер, Калифорния. В августе 1995 года Sony Imagesoft была объединена с одним из развивающихся филиалов SCEA, образовав Sony Interactive Studios America (SISA). В апреле 1998 года, после смены адреса, компания SISA была переименована в 989 Studios. В начале 1999 года часть компании, разработавшая EverQuest (и другие онлайн-игры), отделилась и образовала независимую компанию Verant Interactive. 1 апреля 2000 года 989 Studios вновь объединилась с SCEA, чтобы подготовиться к выпуску игр для предстоящего в то время PlayStation 2. Позже, SCEA стала выпускать спортивные игры под брендом 989 Sports.

## Игры

### 989 Studios
- Jet Moto (1996)
- Bust A Groove (1998)
- Cool Boarders 3 (1998)
- Running Wild (1998)
- Cardinal Syn (1998)
- Tanarus (1998)
- Tanarus (1998)
- Cyberstrike 2 (1998) (Microsoft Windows)
- Twisted Metal III (1998)
- 3Xtreme (1999)
- Cool Boarders 4 (1999)
- EverQuest (1999)
- Jet Moto 3 (1999)
- Rally Cross 2 (1999)
- Twisted Metal 4 (1999)
- Syphon Filter (1999)
- Syphon Filter 2 (2000)

### 989 Sports
- NFL Xtreme (1998)
- NFL GameDay 99 (1998)
- NCAA Gamebreaker 99 (1998)
- NHL FaceOff 99 (1998)
- NCAA Final Four 99 (1998)
- MLB 2000 (1999)
- NFL Xtreme 2 (1999)
- NCAA GameBreaker 2000 (1999)
- NFL GameDay 2000 (1999)
- NHL FaceOff 2000 (1999)
- Supercross Circuit (1999)
- NCAA Final Four 2000 (1999)
- NBA Shootout 2000 (1999)

### SCEA, под брендом 989 Sports
- MLB 2001 (2000)
- NCAA GameBreaker 2001 (2000)
- NFL GameDay 2001 (2000)
- NBA ShootOut 2001 (2000)
- Cool Boarders 2001 (2000)
- NCAA Final Four 2001 (2000)
- NCAA GameBreaker 2001 (2000)
- NCAA Final Four 2001 (2000)
- Formula One 2001 (2001)
- NHL FaceOff 2001 (2001)
- NBA ShootOut 2001 (2001)
- MLB 2002 (2001)
- NFL GameDay 2002 (2001)
- NBA ShootOut 2002 (2001)
- NCAA Final Four 2002 (2001)
- MLB 2003 (2002)
- NFL GameDay 2003 (2002)
- NCAA GameBreaker 2003 (2002)
- NHL FaceOff 2003 (2002)
- NBA ShootOut 2003 (2002)
- NCAA Final Four 2003 (2002)
- MLB 2004 (2003)
- NFL GameDay 2004 (2003)
- NCAA GameBreaker 2004 (2003)
- NBA ShootOut 2004 (2003)
- NCAA Final Four 2004 (2003)
- MLB 2005 (2004)
- NFL GameDay 2005 (2004)
- NBA (2004)
- MLB 2006 (2005)
- Gretzky NHL (2005)
- Gretzky NHL 2005 (2005)